# Abílio Duarte
Abílio Augusto Monteiro Duarte (16 de febrer de 1931 – 20 d'agost de 1996) va ser un dirigent nacionalista capverdià, i un dels primers polítics del país després de la seva independència.
Nascut a Praia, Duarte fou el primer ministre d'afers estrangers de Cap Verd, ocupant el càrrec entre 1975 i 1981. També fou President de l'Assemblea Nacional de les Persones.